# Sočinenie ko Dnju Pobedy
Sočinenie ko Dnju Pobedy (Сочинение ко Дню Победы) è un film del 1998 diretto da Sergej Ursuljak.

## Trama
Il film racconta di tre amici in prima linea che non si incontrano da venticinque anni. Ora sono persone completamente diverse e discutono accanitamente tra loro. E all'improvviso uno di loro si mette nei guai.